# Момчило Златановић
Момчило Златановић (Ратаје, код Врања, 1934 — Врање, 19. фебруар 2022) био је српски лексикограф, сакупљач народних умотворина Јужне Србије и врањског краја, књижевник и професор универзитета.

## Биографија
Рођен је у породици досељеника из Црне Траве, из братства Радовинци. Завршио је Гимназију „Бора Станковић“ у Врању (1954) и Вишу педагошку школу у Нишу – Група за српскохрватски језик и југословенску књижевност (1956). Дипломирао је на Филозофском факултету у Скопљу, на Групи за историју књижевности народа Југославије (1958), где је и докторирао (1973) с тезом „Историјске песме врањскога краја“.
Радио је као наставник српскохрватског и руског језика у Пасајну, код Гњилана, потом у Економској школи и Гимназији у Гњилану (1956–1958/1959). Од 1960. је професор и просветни саветник у Врању. Од 1967. године предаје теорију књижевности, народну књижевност и методику српскохрватског језика и књижевности на вишим школама у Врању. Потом је, од 1993. године до пензионисања 2001, професор народне књижевности и реторике на Учитељском факултету у Врању, на коме је осам година био и продекан за научноистраживачки рад (1993 – 2001). По пензионисању две године предаје народну књижевност на Филозофском факултету у Нишу.
Златановић се бавиo народним песништвом, лексикографијом, методиком наставе књижевности и другим областима науке и културе. Писаo je и кратку прозу.
Преминуо је 19. фебруара 2022. године у Врању.

## Дела

### Збирке народних умотворина
- Игличе венче над воду цвета, народне песме, 1967.
- Нишна се звезда по ведро небо, народне песме из Врања и околине, Врање, 1967.
- Мори Бојо, бела Бојо, народне песм екоје се певају у Врању и околини, Лесковац, 1968.
- Стојанке, бела Врањанке, народне песме које се певају у врањској области, Лесковац, 1969.
- Врањске легенде I, Врање, 1970.
- Краљичке песме, Врање 1971.
- Врањске легенде, предања и приче II, Врање, 1974.
- Народне песме и басме јужне Србије, САНУ, 1994.
- Причам ти причу, Врање, 2000.
- Легенде и предања, Врање, 2003.
- Народне песме и басме Косовског Поморавља, Врањске књиге, бр. 4, Врање, 2007.
- Народне приповетке из јужне Србије, Врањске књиге, бр. 5, Врање, 2007.
- И сан о срећи већ је бол. Мисли, Врање, 2012.

### Књижевно-историјске и етнографске студије
- Култура јавних комуникација, Врање, 1979.
- Народно песништво јужне Србије, Врање, 1982.
- Први српски устанак на југу Србије и традиција, Врање, 2004.
- Историја и традиција, Врање, 2006.
- Пчиња, Врањске књиге, Врање, 2007.
- Чланци и студије (1), Врањске књиге, Врање, 2007.
- Чланци и студије (2), Врањске књиге, Врање, 2007.
- Пољаница, Врањске књиге, Врање, 2008.

### Антологије
- Сија звезда, народне песме о ослободилачкоим рату и револуцији, Градина, Ниш, 1974.
- Лирске народне песме из јужне и источне Србије, Београд, 1982.
- Епске народне песме југоисточне Србије, Врање, 1987.
- Лирске народне песме, Ниш, 2000.

### Лексикографија
- Речник говора јужне Србије, Учитељски факултет Врање, 1998.
- Речник говора југа Србије, Аурора, Врање, 2011.
- Речник говора југа Србије, Учитељски факултет Врање, 2014.

### Проза
- Животни круг, Врање, 2010.

### Уџбеник
- Школска лектира српскохрватског језика за VIII разред основне школе са наставом на албанском и турском језику, Приштина, 1970.

### Књиге у коауторству
- Чудно дрво, лирске народне песме југоисточне Србије (избор, са Станишом Стошићем), Ниш, 1971.
- Да знајеш, моме мори, врањске песме (избор, са Мирославом Миловановићем), Обелиск, Београд, 1972.
- Народне песме јужне Србије о ослободилачком рату и револуцији (са Николом П. Илићем), Лесковац 1985.
- Народне песме из лесковачке области (са Драгутином М. Ђорђевићем), САНУ, Београд 1990.
- Лирске народне песме југоисточне Србије, избор (са Владимиром Цветановићем), Учитељски факултет, Врање 1999.
- Народно песништво данас (са Владимиром Цветановићем), Учитељски факултет, Врање, 1999.
- Обележавање двестоте годишњице Првог српског устанка и стварање модерне српске државе у општини Врање (са Боривојем Ћуковићем), Врање, 2005.

### Приредио
- Вука Поп-Младенова: Људски јади, приповетке, Врање, 1972.
- Тематски двоброј часописа "Наше стварање" о Вуку Караџићу, бр. 1-2, Лесковац, 1987.
- Врање кроз векове, избор радова, Врање, 1993.
- Хаџи-Тодор Димитријевић, живот и дело, Врање, 2001.

### Радови објављени у часописима и зборницима (избор)
- Једна могућност обраде романа у основној школи, Наша школа, бр. 5-6, Сарајево, 1964, стр. 308-321;
- Обрада „Детињства“ Максима Горког, Педагошки рад, бр. 1-2, Загреб, 1966, стр. 67-75;
- Уочавање композиционе структуре на приповеци „Дуга“ од Динка Шимуновића, Настава српскохрватског језика у соновној школи, Београд, 1967, 82-88;
- Народне песме о качацима на југу Србије, Врањски гласник, IX, Врање, 1975, стр. 509-521;
- Contacts entre les elements das folklores Turc et Serbe et leur penetration mutuelle dans le midi de la Serbie, I, Uluslararasi Turk folklore kongresi bildirileri, Анкара, 1976, стр. 241-257;
- Hidrellez Martafallari, Červen, Приштина, 1978, 18-19, стр. 79-84;
- Ојконими Врањске котлине, Лесковачки зборник, XXI, Лесковац, 1981, стр. 209-227;
- О неким законитостима поетског народног стваралаштва данас, Друштвене промене и народно стваралаштво (зборник), Филозофски факултет, Ниш, 1988, стр. 57-62;
- Борисав Станковић и Стара Србија, Књижевност Старе и Јужне Србије, Београд, 1997, 53-60;
- Народна бајка у основној школи, Зборник радова учитељског факултета, VI, Врање, 1999, стр. 201-210;
- Тужбалица у јужној Србији, Етнокултуролошки зборник, V, Сврљиг, 1999, стр. 103-107;
- Драмске игре у Старој Србији (Морава и Пчиња), Књижевност Старе и Јужне Србије, 3, Београд, 2001, стр. 21-25;
- Прешевска каза (1878-1912, Србија и ослобођење српског народа у Турској (1804—1912) (зборник), САНУ, Београд, стр. 177-183;
- Епско певање у југоисточној Србији, Економика, 1-2, Ниш, 2004, стр. 21-30; и други.

### Награде
- Прва награда Завода за унапређење школства Србије, Београд, 1966;
- Награде „Расковника“, 1971. и 1983. године;
- Вукова награда Културно-просветне заједнице Србије, 1983;
- Златна плакета Учитељског факулета у Врању, 1998;
- Повеља за животно дело „Миле Недељковић”, 2019